# 久拉纳
久拉纳（Julana），是印度哈里亚纳邦Jind县的一个城镇。总人口13641（2001年）。

## 人口
该地2001年总人口13641人，其中男性7235人，女性6406人；0—6岁人口2275人，其中男1251人，女1024人；识字率61.54%，其中男性为69.87%，女性为52.12%。